# ارسلت
شهر ارسلت (به فرانسوی: Herselt) در شهرستان تورنو در استان آنتوئر در منطقه فلاندری در کشور بلژیک واقع شده‌است.

## نگارخانه

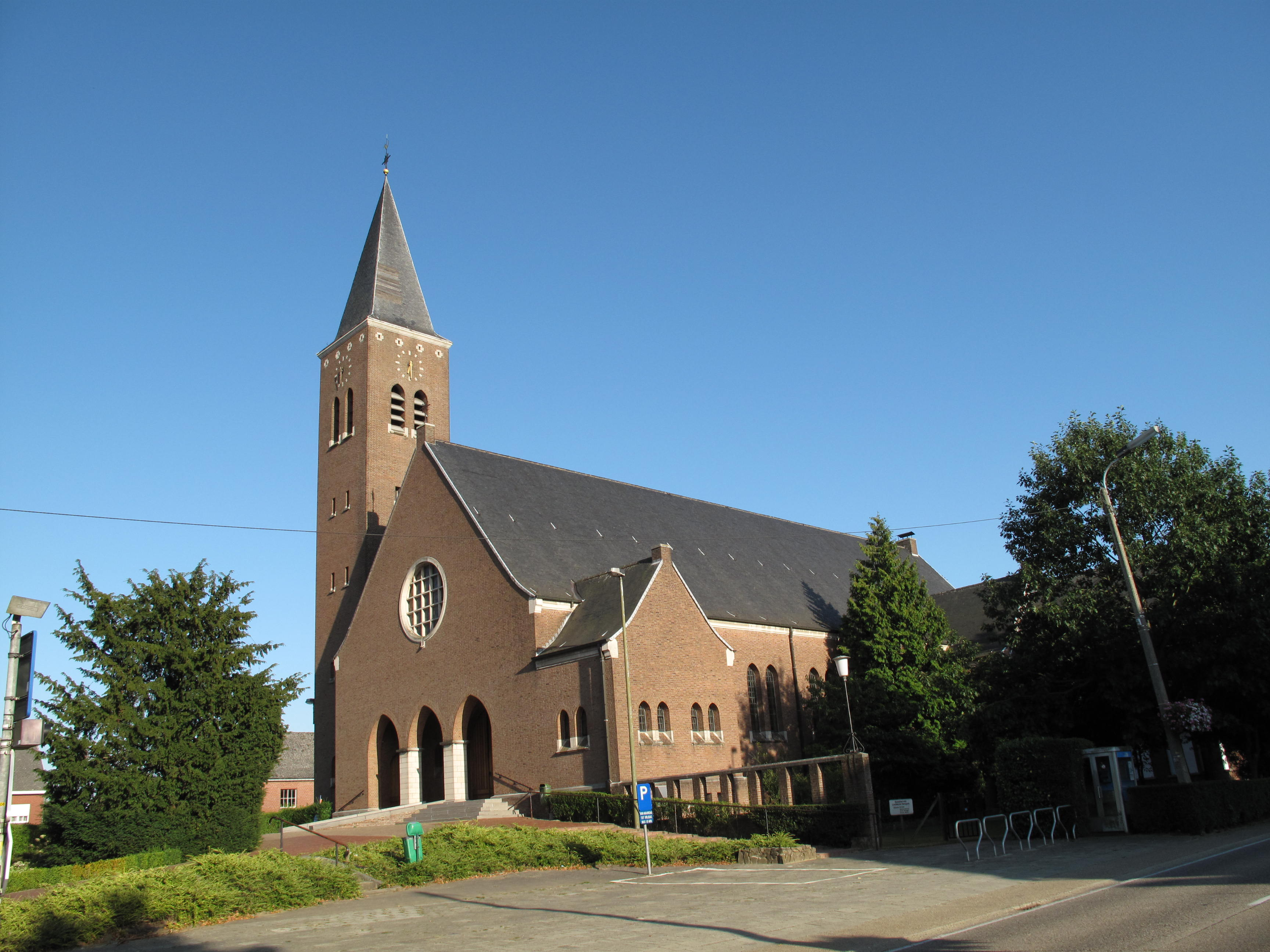
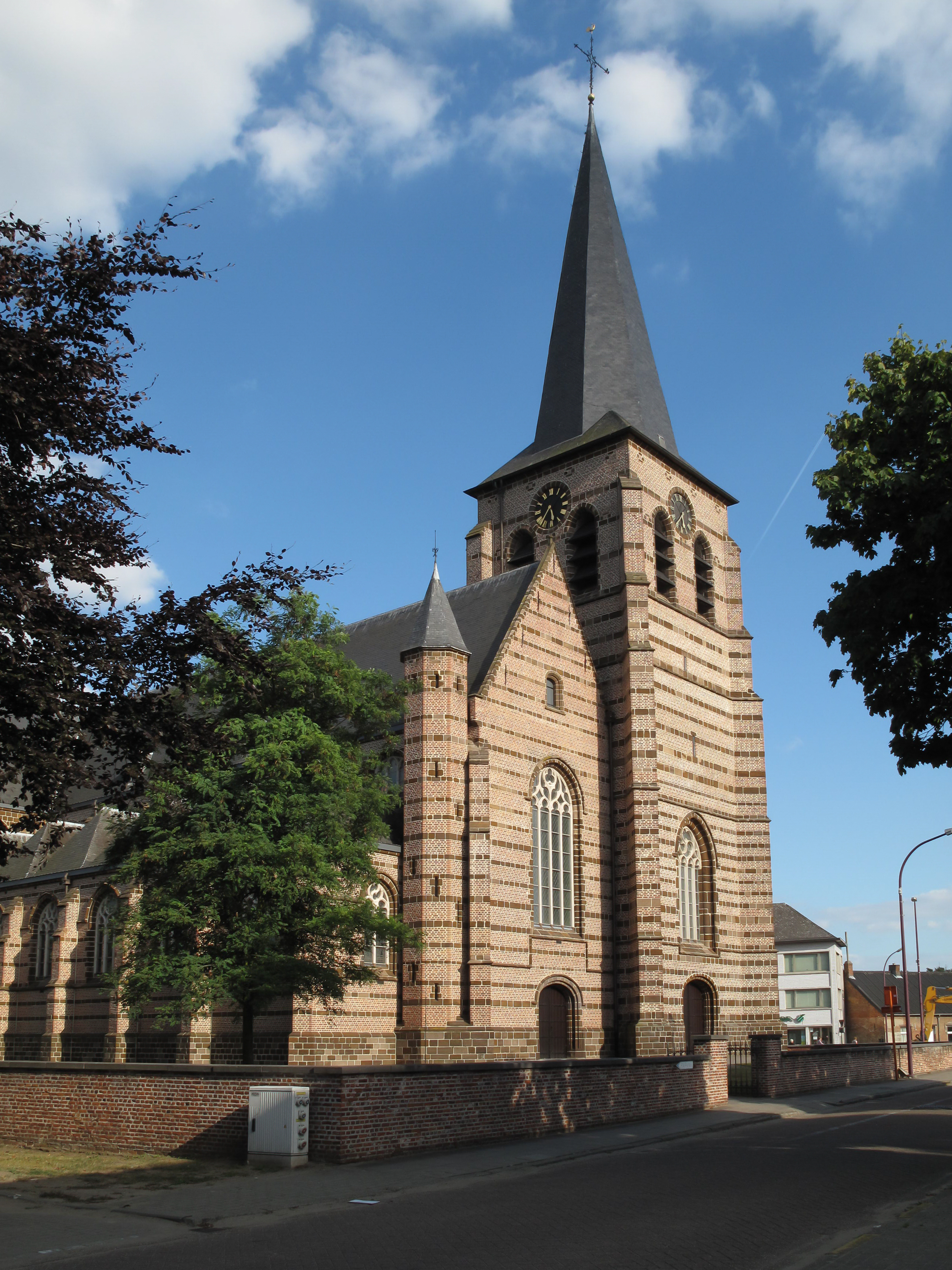